# André Vessières
André Vessières (né le 17 février 1896 à Lagupie (département de Lot-et-Garonne) et mort le 10 avril 1945 à Spire en Allemagne) est un capitaine de gendarmerie, devenu en mars 1943, le chef de la 
compagnie de gendarmerie du Lot, puis responsable de la gendarmerie à Brive-la-Gaillarde. Il participe à la Résistance. Dénoncé, il est arrêté par la Gestapo le 20 mai 1944. Il est enfermé à la prison Saint-Michel de Toulouse. Il est déporté dans plusieurs camps, dont Dachau, puis de Neckarelz, et au bagne de Vaihingen, où il est atteint du typhus. Il est libéré par l'armée américaine. Il est hospitalisé à Spire en Allemagne et meurt le 10 avril 1945. Son acte de décès mentionne Mort pour la France. Il est décoré de la Médaille de la Résistance

## Biographie
André Vessières est né le 17 février 1896 à Lagupie (département de Lot-et-Garonne), Il est le fils de Pierre Vessières, cultivateur et de Marguerite Margotin.

### Première Guerre mondiale
Durant la Première Guerre mondiale, la carrière militaire d'André Vessières suit le trajet suivant:
- 1915: "ajourné pour faiblesse".

- 11 octobre 1916: déclaré "bon pour le service armé" et incorporé comme appelé de deuxième classe au 7e régiment d’infanterie coloniale (RIC).

- février 1917: rejoint le 42e RIC.

- 3 août 1917: retourne au 7e RIC.

- 10 mai 1918: obtient le grade de 1re classe.

- 1er août 1918: devient caporal[2].

### Après la guerre: carrière militaire
Puis après la guerre, il continue sa carrière militaire:
- 1er mars 1919: devient sergent.

- 23 avril 1919: passe au 201e régiment d’infanterie (RI).

- 24 juin 1919: à nouveau au 7e RIC.

- début octobre 1919:  se rengage pour trois ans.

- 22 juin 1920: rejoint le régiment indigène du Tchad .

- 10 février 1922 : retourne au 7e RIC.

- 3 octobre 1922: Rengagé pour cinq années supplémentaires.

- 3 novembre 1922: entre à l’École de Saint-Maixent.

- 1er octobre 1923: sortie de l’École de Saint-Maixent comme sous-lieutenant. Affecté au 14e RI.

- 1er octobre 1925: promu lieutenant[2].

### Famille
En juin 1922, André Vessières épouse Elisa Loustalot. Ils ont 2 fils et 2 filles.

### Gendarmerie
André Vessières est admis à l’École d’officier de gendarmerie à Versailles. Son parcours dans la gendarmerie est le suivant:
- 25 septembre 1927: promu lieutenant de gendarmerie. Affecté à la 13e légion. Il est basé à Bazas (Gironde)[1].

- 25 juin 1933: devient capitaine.

- 25 septembre 1937: sert dans la 12e légion[2].

### Seconde Guerre mondiale
- 14 septembre 1939: Nommé à la prévôté de la 62e division d’infanterie[2].

- 23 juin 1940: fait prisonnier de guerre.

- 22 août 1940: libéré.

- 19 septembre 1940: rejoint la 18e légion de gendarmerie.

- 6 octobre 1941: passe à la 12e légion.

- 25 mars 1943: promu chef d’escadron et  placé à la tête de la compagnie de gendarmerie du Lot.

- 10 mai 1943: affecté à la 17e légion, commandant la compagnie de gendarmerie de Corrèze.

### Résistant
À Bazas, il participe à la Résistance. Il est en relation avec le Deuxième Bureau de Toulouse et communique des renseignements sur les mouvements de troupe. Il cache des résistants, falsifie des dossiers des personnes recherchées par les Allemands et les aide à fuir. Il soustrait un dépôt d’armes à la maison d’arrêt de Bazas pour les faire parvenir à la Résistance.
À Cahors, il informe les résistants des actions de police et des opérations militaires. Il couvre des personnes en danger dont, le rabbin de Brive-la-Gaillarde et rabbin de la
Corrèze, de la Creuse et du Lot, David Feuerwerker, les aidant à fuir. L'exfiltration du rabbin Feuerwerker se fait entre le 12 avril 1944 et le 31 mai 1944.

### Arrestation, déportation et mort
André Vessières est dénoncé et arrêté par la Gestapo le 19 mai 1944 ou le 20 mai 1944. Il est enfermé à la prison Saint-Michel de Toulouse puis de Compiegne. Le 2 juillet 1944, il est déporté par le train de la mort vers Dachau,. Il est ensuite transféré au camp de Neckarelz, et au bagne de Vaihingen, où il est atteint du typhus. Il est libéré par l'armée américaine. Il est trop faible pour être rapatrié. Il meurt le 10 avril 1945 à l'hôpital de Spire en Allemagne. Son acte de décès mentionne Mort pour la France. Il est décoré de la Médaille de la Résistance,.

## Honneurs
- nommé lieutenant-colonel à titre posthume[2].
- Médaille de la Résistance française avec rosette à titre posthume (décret du 24 avril 1946)
- À l’École des officiers de la Gendarmerie nationale (EOGN),  la 50ème Promotion (1946-1947) porte le nom du Lieutenant-colonel André Vessières. Un amphithéâtre de l’EOGN à Melun porte également son nom[7].
- Plaque commémorative dans sa ville natale de Lagupie, inaugurée le dimanche 30 avril 2017, lors de la commémoration de la Journée de la déportation, au monument aux morts, en présence du sénateur Pierre Camani et de la députée Régine Povéda[1].